# Hrbošnjak (Murter)
Hrbošnjak je nenaseljeni otočić u hrvatskom dijelu Jadranskog mora.
Njegova površina iznosi 0,05 km². Dužina obalne crte iznosi 0,84 km.